# Alchemilla patens
Alchemilla patens é uma espécie de rosácea do gênero Alchemilla, pertencente à família Rosaceae.